# Концепция «третьих культур»
Концепция «третьих культур» — это транзакционная модель коммуникации, которая выходит за рамки простого понимания или «уважения» культурных различий, которая объединяет элементы каждой из первоначальных культур участников по-новому. Джон Юсим, один из создателей термина «третья культура», определяет его как «…культурные образцы, унаследованные и созданные, усвоенные и разделяемые членами двух или более различных обществ, которые лично участвуют в установлении связей между своим обществом или его сегментами».

## Концепция адаптации
Существующие взгляды на культурную адаптацию в области межкультурной коммуникации предполагают, что это единственная ответственность людей, посещающих другие страны или живущих в чужих культурах, за адаптацию к культурным нормам принимающих культур. Концепция «третьей культуры» предлагает лучшую модель для понимания того, как люди с различными культурными нормами взаимодействуют друг с другом в межкультурных ситуациях, а понятие «третья культура» может быть применено к различным межкультурным проблемам в области биоэтики и экологической этики.
Концепция адаптации, как она была разработана в межкультурной теории, подчеркивает необходимость адаптации приезжих к нормам принимающей культуры. Эта точка зрения выражена в популярном лозунге: «Когда приезжаешь в Рим, делай то, что делают римляне». В этой модели адаптивный процесс полностью односторонний, и бремя адаптации целиком ложится на путешественника. Отсутствует представление о том, что принимающие культуры должны также прилагать усилия для адаптации к потребностям и ценностям проживающих в них людей. Хотя ожидается, что приезжие будут «уважать» ценности принимающих их культур, на принимающие культуры не возлагается никакого бремени по уважению ценностей приезжих. Таким образом, приезжие не в состоянии критически осмыслить вопрос о том, действительно ли стоит принимать нормы их культуры, в которую они вливаются, или нет, а принимающие культуры не в состоянии критически осмыслить возможный позитивный вклад, который нормы приезжих могли бы внести в их собственную культуру.
Этот взгляд на культурную адаптацию основан на концепции биологической адаптации, которая в классической дарвиновской теории рассматривает адаптацию как процесс приспособления организмов к готовым природным условиям. Однако классическая теория подверглась критике со стороны диалектических биологов, которые утверждают, что отношения между организмами и окружающей их средой не односторонние, а диалектические. Организмы как составляют, так и конституируются своей природной средой, в том, что называют «взаимопроникновением организма и окружающей среды». Организмы не могут быть поняты отдельно от окружающей среды, в которой они обитают, в то время как окружающая среда не может быть понята отдельно от организмов, которые её населяют. По словам Левонтина, «… окружающая среда — это природа, организованная организмом». Организмы не просто находят ранее существовавшие ниши в рамках фиксированной экосистемы, а скорее создают эти ниши, изменяя свою среду обитания. Взаимодействие между организмами и окружающей их средой является сложным и взаимным. Причина скорее разнонаправленная, чем однонаправленная: организмы изменяются сами по себе и под воздействием окружающей среды. Эти отношения лучше всего описывать как «коэволюционные» или «транзакционные», поскольку они предполагают взаимную адаптацию как организма, так и окружающей среды.

## Диалектический взгляд
Существуют трудности с попытками вывести теории культуры из теорий биологии, и любая связь между ними в лучшем случае аналогична. Аргументы в пользу диалектического взгляда на отношения между индивидами и культурами, хотя и сходного по своей логике с отношением между организмами и окружающей средой, должны разрабатываться независимо. Вероятно, наилучшую попытку развить диалектический взгляд на отношения между индивидами и культурами можно найти в теории социального конструкционизма. С конструктивистской точки зрения, индивиды социализируются, принимая доминирующие взгляды на реальность, данные им их культурой. Процесс социализации включает в себя не только принятие определённых представлений о том, как устроен мир, так называемые знания, но и определённые представления о том, как следует действовать в этом мире, то есть ценности. Тем не менее знания и ценности сами по себе являются творениями культуры. Сам мир не говорит нам, как его следует понимать или действовать в нём, как утверждает натурализм. И именно потому, что знания и ценности являются культурными конструкциями, они всегда могут быть реконструированы по-разному. Индивиды способны к критическому осмыслению того, как следует понимать мир и действовать в нём, и таким образом трансформировать существующие социальные представления и отношения. Культурные нормы и законы — это социальные конструкции, которые ограничивают человеческую свободу, но люди тем не менее свободны изменять культурные нормы и законы, управляющие их обществами.

## Марксистский детерминизм
Конструктивистская точка зрения более радикальна, чем традиционный либеральный волюнтаризм или марксистский детерминизм. Либеральная точка зрения рассматривает индивидов как «свободных» делать то, что они хотят, не признавая степени, в которой интернализованные социальные нормы ограничивают индивидуальные действия. Марксистский детерминизм, с другой стороны, рассматривает индивидов как настолько стесненных культурными нормами, что они были социализированы в такое независимое действие, которое невозможно. Всякая мысль есть «ложное сознание», возникающее из существующих общественных отношений, и социальные изменения происходят только в контексте более крупных исторических процессов, которые сами индивиды не могут контролировать. Конструктивистская точка зрения признает, что индивиды в значительной степени социализируются, принимая определённые мировоззрения и культурные ценности, но тем не менее рассматривает индивидов как способных выйти за пределы своей собственной культуры и критиковать её нормы и ценности. Этот «выход» может привести лишь к отчуждению, то есть к попытке создать альтернативные ценности, которые существуют независимо от доминирующей культуры, но на самом деле не бросают вызов её окончательной легитимности. Однако конструктивизм становится радикальным, когда люди получают возможность реально изменить существующие социальные нормы и социальные структуры.
Таким образом, конструктивизм можно связать с радикальной демократической политической теорией, которая выходит за рамки как традиционного либерализма, так и марксизма. Конструктивисты разделяют с недавними коммунитарными мыслителями идею о том, что индивиды в значительной степени конституируются культурами, в которых они живут, и поэтому существуют взаимные моральные обязательства между индивидами и обществом. Люди должны действовать таким образом, чтобы учитывать не только свою собственную выгоду, но и выгоду других людей. Общество также несет моральное обязательство обеспечивать благо своих членов. Хорошие индивиды не могут быть созданы в отсутствие хороших обществ, а хорошие общества не могут быть созданы в отсутствие хороших индивидов. Однако коммунитаристы ошибаются, если полностью подавляют индивидуальную автономию и видят в индивиде не более чем винтик в социальной машине. Здесь конструктивисты соглашаются с либеральными политическими теоретиками, что определённые фундаментальные права личности должны быть защищены. С конструктивистской точки зрения отношения между индивидами и обществом диалектичны: каждый из них взаимно зависим от другого.

## Этика
Применяя конструктивистскую мысль к проблеме межкультурного диалога по этике, можно отметить, что этические нормы, которые индивид привносит с собой в процесс диалога, подсказывают ему, как вести себя с людьми в контексте их собственной культуры, а не с людьми из другой культуры, чьи нормы отличаются друг от друга. Существует по меньшей мере три различных подхода к межкультурному диалогу по вопросам этики. Модернистские / основополагающие подходы пытаются обосновать этику в виде набора универсальных принципов, которые считаются действительными для всех людей, независимо от их культурного происхождения. Трудность этой точки зрения состоит в том, что она не признает той степени, в которой все подобные принципы сами являются культурными конструкциями, и поэтому в конечном итоге просто отдает предпочтение одной конкретной культурной перспективе над другими; исторически это чаще всего было Европоцентрическим мировоззрением. Постмодернистские / релятивистские подходы избегают такой «тотализации», утверждая, что межкультурный диалог по этике невозможен, учитывая несоизмеримую природу культурных дискурсов. Но трудность с этой точки зрения заключается в том, что она не дает никакой основы для совместных действий людей из разных культурных слоев в ситуациях, в которых это требуется.

## Конструктивистский подход
Третий подход — это конструктивистский подход, который утверждает, что если этика действительно является предметом социального конструирования, то нет никаких причин, по которым этические принципы и нормы не могут быть сконструированы в разных культурах в той же мере, в какой они существуют внутри культур. Межкультурные контакты создают совершенно новый контекст, в котором правила, регулирующие отношения между культурами, ещё не существуют и поэтому должны быть сконструированы. Новые этические рамки могут быть согласованы посредством процесса межкультурного диалога, который опирается на этические идеи, содержащиеся в какой-либо одной традиции, но не остается связанным ими.
Конструктивистская позиция поддерживает демократический принцип, наиболее полно разработанный «дискурсивной этикой», согласно которому каждый, кого коснется принятие той или иной нормы, должен иметь право участвовать в процессе принятия решений, посредством которых эта норма конструируется. Нормы с этой точки зрения возникают непосредственно из коммуникативного процесса, обусловленного потребностью индивидов согласовывать свои действия с другими. Они не являются универсальными в фундаментальном смысле, но применимы только к конкретным людям, вовлеченным в процесс. Эта оговорка важна, поскольку она защищает способность культурных групп, которые не имеют и не хотят межкультурного взаимодействия с другими, сохранять свою собственную культуру от насильственной ассимиляции и других форм культурного империализма. Однако в ситуациях, когда такие взаимодействия желательны или неизбежны, индивидам из соответствующих культур необходимо заранее выработать конкретные нормы, которые будут регулировать их взаимодействие. Не следует просто предполагать, что нормы господствующей культуры будут преобладать, или что нормы странствующего должны безоговорочно соблюдаться.

## Интегративное соглашение
В идеале результатом процесса диалога должен быть не просто компромисс, при котором одна или обе стороны обязаны отказаться от ценностей, считающихся важными для них, а скорее «интегративное соглашение», объединяющее позитивные аспекты каждой из соответствующих культурных традиций в новой концептуальной структуре, или то, что социальные психологи назвали бы «схемой высшего порядка». Достижение таких соглашений требует от каждой из двух сторон критически осмыслить существующие нормы в рамках их соответствующих культурных традиций, провести различие между позитивными и негативными аспектами каждой из них и интегрировать позитивные аспекты в новую, более всеобъемлющую перспективу. Результатом станет совершенно новый набор норм, способных эффективно решать взаимно разделяемые проблемы. Сходство этого процесса с гегелевской диалектической логикой должно быть очевидным.

## «Универсальная» культура
Успех процесса диалога может быть определён прагматическими критериями того, будут ли проблемы в конечном итоге решены к удовлетворению взаимодействующих групп или нет. Вместо того чтобы просто сравнивать различные и, возможно, несоизмеримые культурные традиции друг с другом, адекватность этих традиций можно проверить на конкретных проблемах, которые предстоит решить. В то время как каждая из культур может внести свой вклад в решение этой проблемы, каждая из них может также испытывать недостаток в определённых концептуальных и нормативных ресурсах, которые помогли бы ей решить эту проблему. Поскольку все культуры упрощают диапазон потенциального человеческого опыта, ни одна из них не может считать себя «универсальной» и не может быть единой культуры, служащей моделью для всех остальных. Конкретные культуры предлагают мириады альтернатив человеческому поведению. Участвуя в межкультурном диалоге, мы можем расширить спектр нашего собственного потенциального опыта. Холенштейн пишет: «чужие культуры дают нам доступ к возможностям развития, которые, по-видимому, находятся в нашем распоряжении от природы и которые только обстоятельства препятствуют проявлению в нашей собственной культуре. Различные культуры развивают различные человеческие навыки в разной степени».

## Транзакционная модель коммуникации
Этот диалектический подход к межкультурному диалогу предполагает способность не только ценить культурные различия, но и интегрировать аспекты различных культурных традиций в наши собственные способы мышления и поведения — процесс, который может быть задействован как путешественниками, так и принимающими их культурами. В межкультурном диалоге используется транзакционная модель коммуникации, которая выходит за рамки простого понимания или «уважения» культурных различий в направлении создания «третьей культуры», которая объединяет элементы каждой из первоначальных культур участников по-новому. Джон Юсим, один из создателей термина «третья культура», определяет его как «…культурные образцы, унаследованные и созданные, усвоенные и разделяемые членами двух или более различных обществ, которые лично участвуют в установлении связей между своим обществом или его сегментами». Ëшикава точно так же говорил о состоянии «динамической промежуточности» в межкультурных обменах между жителями Восточного и Западного миров, о «третьей перспективе», которая «…не представляет исключительно ни Восточную перспективу, ни Западную перспективу». Адлер, цитируя Тиллиха, утверждает, что развитие мультикультурной личности включает в себя создание «…третьей области за пределами ограниченных территорий, область, где можно стоять некоторое время, не будучи заключенным во что-то плотно ограниченное». Концепция «гибридности» также получила распространение в культурологических исследованиях в Великобритании. Пытаясь сохранить националистическую чистоту перед лицом колониального господства, доминирующие группы часто просто воспроизводят менталитет «Мы — Они», который не бросает эффективного вызова источнику их угнетения. Бхабха утверждает, вопреки сепаратистским теориям, что создание «третьего пространства», которое гибридизирует различные аспекты как доминирующей, так и недоминирующей культуры, трансформирует тех, кто был ранее колонизирован, и подрывает авторитет тех, кто был бывшими колонизаторами.
Создание «третьих культур» отнюдь не является простой задачей, и всё ещё существует ряд трудностей, которые необходимо преодолеть. Например, могут возникать разногласия не только по вопросам существа, но и в отношении процессов аргументации, которые следует использовать при проведении диалога. Исследователи в области межкультурной коммуникации выявили культурные различия не только в отношении того, что выражается, но и в отношении того, как это выражается. Стили коммуникации варьируются от культуры к культуре, как и «эпистемические структуры» (как строятся аргументы) и риторические паттерны (как представлены аргументы).
Мориока предположил, что многие люди считают «слепое соответствие» статус-кво хорошей вещью и поэтому не видят причин для участия в рефлексивной критике или межкультурном диалоге. Сами конструктивисты говорят о личностных конструктах как о «цепких», а о социальных конструктах как о тяготеющих к «инерции». Даже когда индивидуумы признают, что социальная система, в которой они живут, является злой или несправедливой, процесс социализации иногда может быть настолько мощным, что изменения немыслимы. Общество может оказывать мощное давление на индивидов, заставляя их думать и действовать определённым образом, либо подавляя инновации, либо не делая доступными другие альтернативы, а влиятельные элиты могут манипулировать процессом коммуникации в своих собственных интересах.